# Dwie blizny
Dwie blizny. Komedia w jednym akcie – jednoaktowa komedia Aleksandra Fredry.

## Opis
Dokładna data powstania utworu nie jest znana. Akcja komedii toczy się przed rokiem 1859–1860, ponieważ jeden z bohaterów jest sekretarzem ambasady w Neapolu, zaś osobne Królestwo Obojga Sycylii, którego był częścią, przestało istnieć w 1860. Jest więc prawdopodobne, że sztuka powstała niedługo przed tą datą, możliwe, że około 1857–1858. Po śmierci Fredry sztuka została oceniona przez komitet zajmujący się spuścizną jako jedna z lepszych i przeznaczona do wystawienia. Prapremiera odbyła się 3 lutego 1877 we Lwowie, zaś pierwsza inscenizacja w Warszawie miała miejsce 24 maja 1877. Drukiem sztuka ukazała się w 1880 w tomie VI pośmiertnie wydanych dzieł zbiorowych (s. 87–165). Od początku XX w. sztuka miała przynajmniej 13 inscenizacji, w tym spektakl telewizyjny z 1981 w reż. Andrzeja Łapickiego oraz słuchowisko radiowe z 1955 w reż. Michała Meliny.

## Treść
Kasztelanowa zaręczyła swoją siostrzenicę Malską z Alfredem Tulskim, sekretarzem ambasady, mimo że obie go nie znały. Miały go rozpoznać po bliźnie nad okiem. Przyjechało do nich jednak dwóch mężczyzn mających bliznę i kobiety nie wiedziały, który jest prawdziwym Tulskim, co doprowadziło do szeregu komicznych sytuacji.

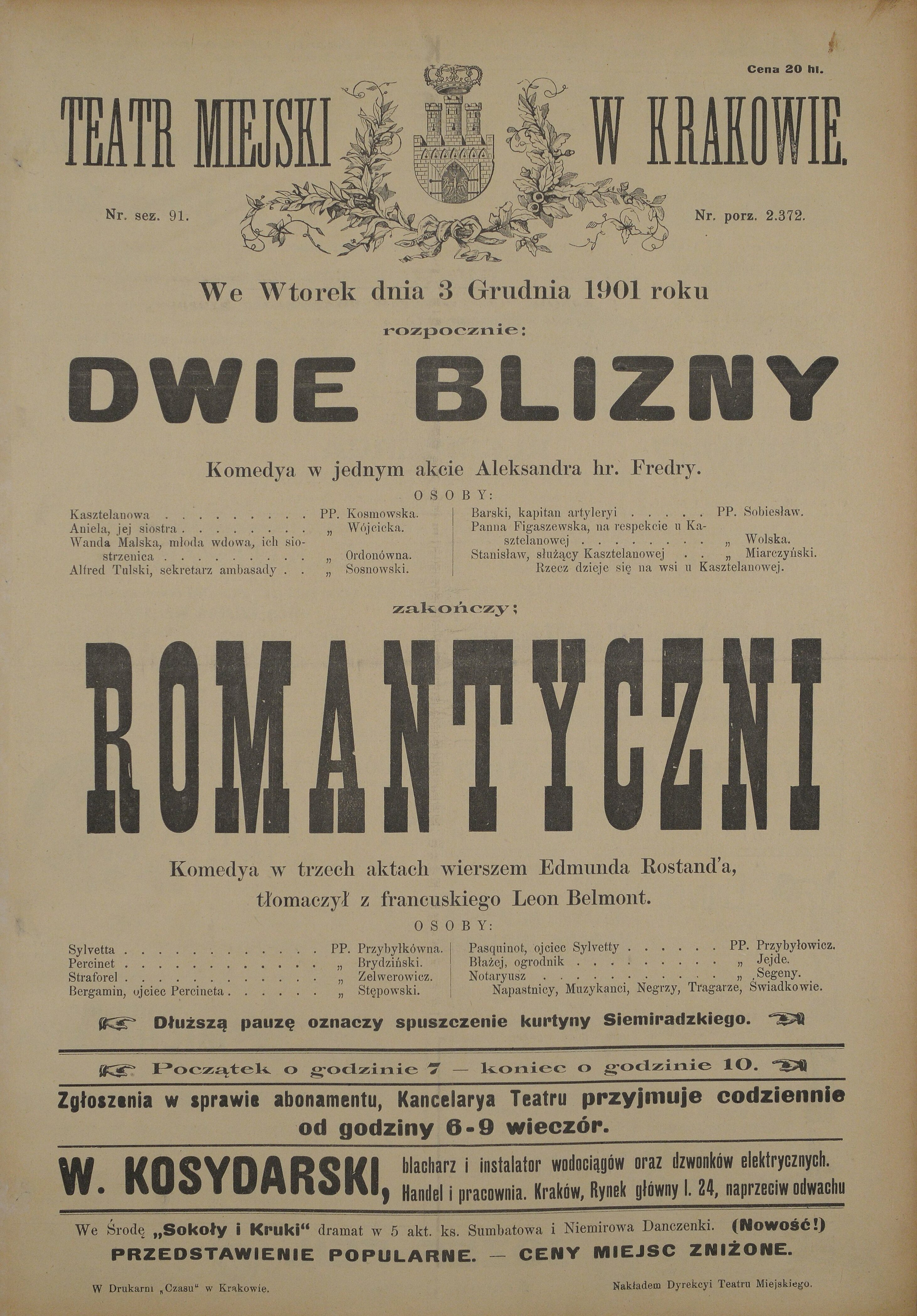
Afisz, Teatr Miejski w Krakowie, 1901